# Ada (Odžak, BiH)
Ada je naseljeno mjesto entitetskom linijom podijeljeno između općina Odžak u Federaciji Bosne i Hercegovine i Vukosavlje u Republici Srpskoj u Bosni i Hercegovini.

## Stanovništvo
Prema popisu stanovništva iz 1991. godine u naselju je živjelo 638 stanovnika (od čega 628 Hrvata), a prema rezultatima popisa iz 2013. godine u Adi živi 186 stanovnika (od čega 183 Hrvata).
| Ada                |               |               |               |
| godina popisa      | 1991.         | 1981.         | 1971.         |
| Hrvati             | 628 (98,43 %) | 575 (93,34 %) | 627 (99,68 %) |
| Srbi               | 1 (0,15 %)    | 0             | 0             |
| Muslimani          | 0             | 0             | 0             |
| Jugoslaveni        | 5 (0,78 %)    | 2 (0,32 %)    | 0             |
| ostali i nepoznato | 4 (0,62 %)    | 39 (6,33 %)   | 2 (0,31 %)    |
| ukupno             | 638           | 616           | 629           |